# نووی پازار، بلغارستان
نووی پازار شهری در استان شومن کشور بلغارستان است که جمعیت آن در سال ۲۰۰۱ میلادی ۱۳٬۵۴۲ نفر بوده‌است.